# Fredy Thompson
Fredy Williams Thompson León (ur. 2 czerwca 1982 w Puerto Barrios) – gwatemalski piłkarz występujący na pozycji defensywnego pomocnika, reprezentant Gwatemali.

## Kariera klubowa
Thompson jest wychowankiem zespołu CSD Comunicaciones z siedzibą w stołecznym mieście Gwatemala. Do seniorskiej drużyny został włączony jako osiemnastolatek i szybko został jej podstawowym zawodnikiem. Już podczas swojego debiutanckiego sezonu, Apertura 2000, wywalczył z Comunicaciones wicemistrzostwo Gwatemali, za to już pół roku później, w rozgrywkach Clausura 2001, osiągnął tytuł mistrzowski. W sezonie Clausura 2002 zanotował kolejne wicemistrzostwo kraju, za to później dwukrotnie z rzędu jego drużyna została najlepszą w kraju – podczas rozgrywek Apertura 2002 i Clausura 2003. Później jeszcze czterkrotnie osiągał co rok tytuły wicemistrza Gwatemali – w jesiennych sezonach Apertura 2003, Apertura 2004, Apertura 2005 i Apertura 2006. Barwy Comunicaciones reprezentował ogółem przez siedem lat, przez większość tego czasu pełniąc rolę kapitana zespołu.
Latem 2007 Thompson został w kontrowersyjnych okolicznościach zawodnikiem największego rywala Comunicaciones, CSD Municipal. Spędził tam rok, zdobywając mistrzostwo Gwatemali w sezonie Clausura 2008, jednak nie został zaakceptowany przez kibiców Municipalu i zdecydował się wyjechać za granicę. Podpisał umowę z meksykańskim drugoligowcem Albinegros de Orizaba; w Liga de Ascenso zadebiutował 7 lutego 2009 w wygranym 2:1 spotkaniu z Lobos BUAP. W ciągu następnych kilku miesięcy był podstawowym piłkarzem Albinegros, jednak nie zdołał awansować do wyższej klasy rozgrywkowej.
W lipcu 2009 Thompson zdecydował się powrócić do Comunicaciones, gdzie ponownie został kluczowym graczem i w rozgrywkach Apertura 2009 wywalczył siódme wicemistrzostwo Gwatemali w karierze. W sezonach Apertura 2010 i Clausura 2011 odniósł odpowiednio czwarty i piąty triumf w lidze gwatemalskiej, za to podczas Apertura 2011 po raz kolejny został wicemistrzem kraju.

## Kariera reprezentacyjna
W seniorskiej reprezentacji Gwatemali Thompson zadebiutował 24 marca 2001 w przegranym 1:3 meczu towarzyskim z Trynidadem i Tobago. Kilka tygodni później znalazł się w składzie na Puchar Narodów UNCAF, w którym jego drużyna narodowa ostatecznie zatriumfowała, a on sam rozegrał trzy spotkania. W 2002 roku został za to powołany na Złoty Puchar CONCACAF, gdzie wystąpił we wszystkich dwóch meczach, jednak Gwatemalczycy nie zdołali wyjść z grupy. Rok później po raz kolejny wziął udział w Pucharze Narodów UNCAF, tym razem czterokrotnie pojawiając się na placu gry – jego kadra zajęła wówczas drugie miejsce w rozgrywkach.
W tym samym 2003 roku Thompson został powołany przez meksykańskiego selekcjonera Víctor Manuela Aguado na kolejny Złoty Puchar CONCACAF, gdzie podobnie jak przed dwunastoma miesiącami Gwatemala odpadła w fazie grupowej, za to sam zawodnik wystąpił w dwóch meczach. Był kluczowym piłkarzem reprezentacji podczas eliminacji do Mistrzostw Świata 2006, kiedy to rozegrał aż siedemnaście spotkań, nie zdobywając bramki, jednak Gwatemalczycy nie zakwalifikowali się na mundial. W 2005 roku po raz trzeci wziął udział w Złotym Pucharze CONCACAF, gdzie jego zespół ponownie odpadł z rozgrywek po zaledwie dwóch spotkaniach.
W 2007 roku Thompson znalazł się w składzie na trzeci w swojej karierze Puchar Narodów UNCAF, podczas którego czterokrotnie pojawiał się na boisku, a Gwatemala ukończyła turniej na trzecim miejscu. Pięć spotkań zanotował w eliminacjach do Mistrzostw Świata 2010, ponownie nie zwieńczonych awansem swojej ekipy na światowy czempionat. Premierowego gola w kadrze narodowej strzelił w 83. występie, 4 września 2010 w wygranej 5:0 towarzyskiej konfrontacji z Nikaraguą. Brał udział w eliminacjach do Mistrzostw Świata 2014, wpisując się podczas nich na listę strzelców w spotkaniu z Grenadą (4:1). Pełnił funkcję wicekapitana reprezentacji, za to opaskę kapitańską nosił w razie nieobecności lidera kadry, Carlosa Ruiza.